# František Fišer
P. Angelik František Fišer OP (4. února 1926 Lysá nad Labem – 1. února 1983 Varnsdorf) byl český katolický teolog, biblista, překladatel, disident a tramp.

## Život
Narodil se 4. února 1926 do rodiny majitele obchodu v Lysé nad Labem. V roce 1948 absolvoval gymnázium v Nymburku. Poté studoval na dominikánském řádovém učilišti v Olomouci, kde přijal jméno Angelicus/Angelik. Řádové domy byly v roce 1950 násilně zrušeny v rámci tzv. "Akce K" Státní bezpečnosti. Následkem toho se poprvé dostává do severočeské osady Jedlová, kde obývá bývalou hájenku. Krátce pracoval jako noční hlídač v Národním muzeu v Praze (1953), pracovník Státního archivu Litoměřice (1954), kde pořádal církevní fondy, historik lovosického (1957–1960) a litoměřického muzea (1960–1968). V letech 1969–1970 působil v děčínském muzeu, odkud byl propuštěn z politických důvodů. Od roku 1970 žil trvale na Jedlové. Od druhé poloviny 60. let je po více než jednu dekádu klíčovou osobností severočeského trampského hnutí.
V lednu 1983 si při scházení hřebenu k nádraží v Jedlové komplikovaně zlomil nohu; zemřel 1. února 1983 na embolii ve varnsdorfské nemocnici. Pohřben je v rodné Lysé nad Labem. Fišerova pohřbu s ekumenickou bohoslužbou se účastnilo několik stovek osob.

### Ranch 7D
Fišer v bývalé hájovně v osadě Jedlová (kterou obýval už od roku 1950) na úpatí stejnojmenné hory založil roku 1966 trampskou osadu, jejímž "šerifem" se stal.

### Rekonstrukce a průzkum Helfenburku
Během působení v litoměřickém muzeu Fišer (coby konzervátor) inicioval archeologický průzkum a rekonstrukci zříceniny hradu Helfenburk u Úštěka.

### Kněžské svěcení
V září 1968 Fišer odjel do Vídně se záměrem přijmout tajné kněžské svěcení. Dne 22. listopadu 1968 ho přijal ve vídeňském dominikánském klášteře. 

### Politická perzekuce a vězení
V říjnu 1974 byl Fišer na Jedlové zatčen. Strávil čtvrt roku ve vyšetřovací vazbě a následně byl odsouzen na 18 měsíců nepodmíněně pro „maření dozoru státu nad církvemi“. 

## Dílo
František Fišer především překládal z němčiny, latiny a řečtiny.

### Překlad starozákonních žalmů
František Fišer byl od roku 1961 až do své smrti v roce 1983 členem ekumenické komise pro moderní překlad bible z původních jazyků. Bible s jeho překlady žalmů v českém ekumenického překladu vycházela do konce 70. let 20. století, souborně pak v roce 1985. Tohoto se však už Fišer nedožil.

### Překlad průvodce Českým Švýcarskem
Fišer z vlastní iniciativy přeložil z němčiny Průvodce Českým Švýcarskem, který v roce 1864 napsal Ferdinand Náhlík, knížecí lesní adjunkt na českokamenickém panství Kinských. Kniha se šířila jako samizdat ve strojopisu; řádně vyšla až péčí o.p.s. České Švýcarsko v roce 2003.

### Karlštejn: Vzájemné vztahy tří karlštejnských kaplí
Fišer sepsal teologicky i uměnovědně zasvěceného průvodce po největším souboru deskových maleb severně od Alp – kaplích na Karlštejně. Připravované dílo kvůli náhlému úmrtí nedokončil, kniha vyšla až roku 1996 při příležitosti autorových nedožitých sedmdesátých narozenin v Karmelitánském nakladatelství. Rukopis z Fišerovy pozůstalosti uspořádal Martin Herda.

## Ohlasy v literatuře
Na Fišera vzpomíná Miloslav Nevrlý v knize Chvály Zadní země. Přiznává, že iniciační úlohu pro tvorbu díla měl mladý Karel Stein, kterého za Nevrlým poslal sám Fišer.

### Články v časopisech
- J. Marek: Vzpomínka na dobrého člověka. Svobodné slovo, 1993, roč. 46, s. 7.
- J. Marek: Moderní dominikán. Severočeský deník, 1993, roč. 3, s. 17.
- M. Rádlová: Vzpomínka na Františka Fišera (1926–1983). Kostnické jiskry, 1993, roč. 78, s. 3.